# مخالفت با برچسب تروریسم
مخالفت با برچسب تروریسم (انگلیسی: Controversies about labeling terrorism)
تعاریف بسیاری از تروریسم وجود دارد، اما هیچ توافق اجماع در مورد تعریف جهانی واحدی از تروریسم وجود ندارد. برای مثال کوود و والتر تروریسم را «استفاده از خشونت علیه غیر نظامیان توسط افراد غیردولتی برای دستیابی به اهداف سیاسی» می‌دانند. وزارت امور خارجه ایالات متحده تروریسم را «تهدیدی پیشگیرانه و با انگیزه‌های سیاسی علیه اهداف غیرقابل اجتناب» توسط گروه‌های فراملی یا عوامل مخفی تعریف می‌کند. از سوی دیگر، مقررات فدرال اف‌بی‌آی، تروریسم را به عنوان «استفاده غیرقانونی از زور و خشونت علیه افراد یا اموال برای ارعاب یا اجبار دولت، جمعیت غیرنظامی، یا هر بخش آن، در پیشبرد اهداف سیاسی یا اجتماعی» تعریف می‌کند. فقدان تعریف جهانی از تروریسم منجر به اختلاف نظر شده‌است، و برخی اوقات دشوار است که یک حمله را به عنوان یک حادثه تروریستی نام‌گذاری کرد. به عنوان مثال، طارق کافال، رئیس بی‌بی‌سی عربی، روزنامه نگاران را متقاعد کرده‌است که از اصطلاح «تروریست» استفاده نکنند، زیرا این یک اصطلاح ارزشمند است.
علاوه بر این، اختلاف نظرهایی همچون واکنش اوباما به استفاده از عبارت «تروریسم اسلامی» و پیامدهای سیاسی وجود دارد.

## ابهام تعریف
چندین مشکل در مورد تعریف تروریسم وجود دارد.
هیچ تعریف جهانی پذیرفته شده‌ای وجود ندارد
هیچ تعریف جهانی از تروریسم وجود ندارد. بواز گانور در مقاله خود، «تعریف تروریسم: مبارزه یک فرد برای آزادی، تروریسم فرد دیگری است ؟»، بواز گانور، به دلیل مبهم بودن این اصطلاح، به ضرورت تعریف جهانی از تروریسم اشاره می‌کند. حتی در داخل کشور ایالات متحده، وزارت امور خارجه ایالات متحده و FBI تعاریف متفاوت از تروریسم را دارند که می‌تواند یکی از موسسات را به عنوان یک تروریست به عنوان یک رویداد طبقه‌بندی کند در حالی که ارگان دیگر، چنین تعریفی ندارد.
بیان مبهم
مسئله دیگری که با تعریف تروریسم مطرح است بیان مبهم آن است. نوین باپات، استاد علوم سیاسی دانشگاه کارولینای شمالی در چپل هیل و متخصص کمپین‌های تروریستی، به ماهیت ذهنی واژگان مورد استفاده در تعریف تروریسم، مانند «غیر مبارز» و «اهداف سیاسی» اشاره می‌کند. ذهنی بودن چنین واژه ای اجازه می‌دهد تا اختلاف نظر در مورد اینکه آیا یک گروه، تروریستی است یا نه، به عنوان پرسش‌هایی از قبیل میزان مداخله در مورد حمله، میزان این که یک گروه فراملی با پیشبرد اهداف حمله یا تعریف یک «غیر مبارز» و ایدئولوژی‌هایی که «سیاسی» در نظر گرفته می‌شود ممکن است به وجود آید.
مثال‌ها
استیو بیکو فعال ضد آپارتاید آفریقای جنوبی، در حالی که آپارتاید همچنان وجود داشت، معتقد بود که برخی از خشونت‌ها علیه سفیدپوستان اجتناب ناپذیر است، او یک شخصیت برجسته سازمان دانشجویان آفریقای جنوبی بود و در تشکیل کنوانسیون مردم سیاه شرکت داشت. با توجه به تعاریف بسیاری از تروریسم، از جمله وزارت امور خارجه ایالات متحده و تعاریف کید و والتر و نیز قانون تروریسم آفریقای جنوبی در آن زمان، فعالیت استیو بیکو به عنوان تروریسم واجد شرایط بود. استیو بیکو تحت قانون تروریسم آفریقای جنوبی دستگیر شد و در بازداشت از دنیا رفت. امروز، استیو بیکو به عنوان یک قهرمان ارزیابی می‌شود. منینگ ماربل و پنیل جوزف نیز به عنوان «یکی از بزرگترین جنگجویان و شهیدان آفریقای جنوبی برای آزادی» به او اشاره کردند. استیو بیکو در یک آراء عمومی در سال ۲۰۰۴، به عنوان سیزدهمین شخصیت آفریقای جنوبی بزرگ  انتخاب شد. این نمونه روشن می‌سازد که برخی از تروریست‌ها زمانی که دیدگاه‌های متداول تصدیق می‌شوند، ممکن است قهرمان شوند.
به همین ترتیب، دزدان دریایی ادلوییس گروهی از جوانان بودند که علیه رژیم نازی ایستادگی کردند و گاهی از خشونت استفاده می‌کردند. برخی از اعضای آن به دلیل توطئه بمب‌گذاری در ستاد گشتاپو دستگیر و اعدام شدند. طبق تعریف تروریسم که توسط وزارت امور خارجه ایالات متحده مشخص شده‌است، این گروه را می‌توان به عنوان تروریست دسته‌بندی کرد، زیرا آن‌ها یک گروه فراملی هستند که برنامه‌هایی با انگیزه خشونت‌آمیز سیاسی علیه اهداف غیرنظامی را برنامه‌ریزی می‌کنند. با این حال، در سال ۲۰۰۵، مقامات آلمانی پس از ۶۰ سال که از این گروه به عنوان یک سازمان تروریستی نام برده می‌شد، به عنوان قهرمانان مقاومت نام می‌برد. واقعیت این است که مقامات آلمانی ممکن است گروهی را به عنوان قهرمانان که زمانی به عنوان یک گروه جنایتکار شناخته می‌شد برسمیت بشناسد ولی این نشان می‌دهد که در حال حاضر، تعاریف مبهمی از تروریسم توسط نهادهای مختلف در سراسر جهان مورد استفاده قرار می‌گیرد.
جدیدترین و بحث برانگیزترین نمونه، تیراندازی شبانه اورلاندو در سال ۲۰۱۶ است. اگرچه مشخص شده‌است که تیرانداز عمر ماتین، وفادار به داعش بوده‌است. اما هیچ شواهدی وجود ندارد که داعش این عملیات را پشتیبانی کرده باشد. اگر این حادثه بر اساس تعریف تروریسم توسط وزارت خارجه آمریکا به عنوان یک حادثه «تروریستی» تلقی می‌شود، پس ماتین نیز می‌بایست به عنوان عامل داعش ایفای نقش می‌کرد. با این حال، فقدان نقش مستقیم داعش در قصد عمدی و اجرای حمله تروریستی پیچیدگی‌هایی را ایجاد می‌کند.